# Рау, Фёдор Фёдорович
Фёдор Фёдорович Рау (26 июля 1910, Москва — 12 июня 1977, там же) — советский учёный и сурдопедагог. Доктор педагогических наук, профессор.
Лауреат премии им. К. Д. Ушинского Академии педагогических наук РСФСР. Единственный из российских ученых-сурдопедагогов, награжденный орденом первого класса Всемирной Федерации глухих при ЮНЕСКО.

## Биография
Родился в семье Фёдора Андреевича и Натальи Александровны Рау.
В 1929—1932 обучался на дефектологическом отделении педагогического факультета 2-го МГУ. Уже во время учёбы в вузе работал учителем Московского городского интерната глухонемых. По окончании института работал в школе-интернате для глухонемых переростков в Истре, где занимал должность завуча и проводил апробацию письменного метода Линднера (с 1932 года). В 1934 году Фёдор Рау поступил в аспирантуру МГПИ (ныне Московский педагогический государственный университет). В 1941—1945 годах работал директором Московского государственного педагогического дефектологического института. В 1942 году защитил кандидатскую диссертацию на тему «Методы первоначального обучения глухонемых словесной речи», и стал деканом педагогического и дефектологического факультетов, заведовал кафедрой сурдопедагогики и логопедии.
Одновременно работал научным сотрудником экспериментально-дефектологического института, преобразованного позднее в НИИ дефектологии АПН СССР, где долгие годы заведовал лабораторией акустики и фонетики. В 1961 году Ф. Ф. Рау защитил докторскую диссертацию на тему «Обучение глухонемых произношению» — по её материалам были опубликованы монография «Обучение глухонемых произношению» и пособие для учителей «Руководство по обучению глухонемых произношению». С 1968 года до конца жизни заведовал отделом изучения, обучения и воспитания детей с нарушениями слуха, в котором были объединены все научные подразделения, занимающиеся проблемами детей с недостатками слуха.
Фёдор Фёдорович являлся членом комиссии по улучшению работы среди глухих при Всесоюзном центральном совете профсоюзов, а также членом редколлегии журнала «Дефектология» и ректором родительского университета в журнале «В едином строю». Под его руководством защищено более 10 кандидатских диссертаций.
Автор более 120 печатных работ, многие из них переведены на иностранные языки. Учёным сделаны также переводы наиболее интересных докладов международных конгрессов и монографий (с английского и немецкого) по актуальным вопросам сурдопедагогики.
Похоронен на Ваганьковском кладбище.